# 高千穂町立向山中学校
高千穂町立向山中学校（たかちほちょうりつ むこうやまちゅうがっこう）は、宮崎県西臼杵郡高千穂町大字向山にあった公立の中学校。
2008年（平成20年）3月末をもって閉校し、高千穂町立高千穂中学校に統合された。

## 概要
歴史
1947年（昭和22年）に「高千穂町立高千穂中学校 向山分校」として創立。1976年（昭和51年）に独立。2008年（平成20年）3月末に閉校し、創立60年（独立32年）の歴史に幕を下ろした。
通学区域
高千穂町大字向山のうち、「黒仁田・秋元・尾狩」地区。小学校区は高千穂町立向山南小学校であった。

## 沿革
創立から閉校まで、高千穂町立向山南小学校に併設されていたため、沿革を共有している。
分校時代
- 1947年（昭和22年）5月8日 - 「高千穂町立高千穂中学校 向山分校」として高千穂町立向山南小学校[2]に併置される。
- 1948年（昭和23年）- 木造校舎を増築。
- 1952年（昭和27年）- 木造校舎1棟（5教室）および講堂が完成。
- 1957年（昭和32年）- ミルク給食を開始。
- 1965年（昭和40年）- プールが完成。
- 1968年（昭和43年）- 完全給食を開始。
- 1970年（昭和45年）- 鉄筋コンクリート造校舎が完成。

独立後
- 1976年（昭和51年）
  - 4月1日 - 「高千穂町立向山中学校」（最終名）として独立。
  - 5月2日 - 校旗を制定。
- 1981年（昭和56年）3月 - 鉄筋コンクリート造新校舎が完成。
- 1985年（昭和60年）4月 - 生徒増により、複式から単式3学級に改める。
- 2008年（平成20年）3月31日 - 高千穂町立高千穂中学校への統合により、閉校。
  - 閉校年度の生徒数は6名、学級数1（複式）、職員数は6名。
  - 同時に高千穂町立向山南小学校も閉校した（高千穂町立向山北小学校に統合）。

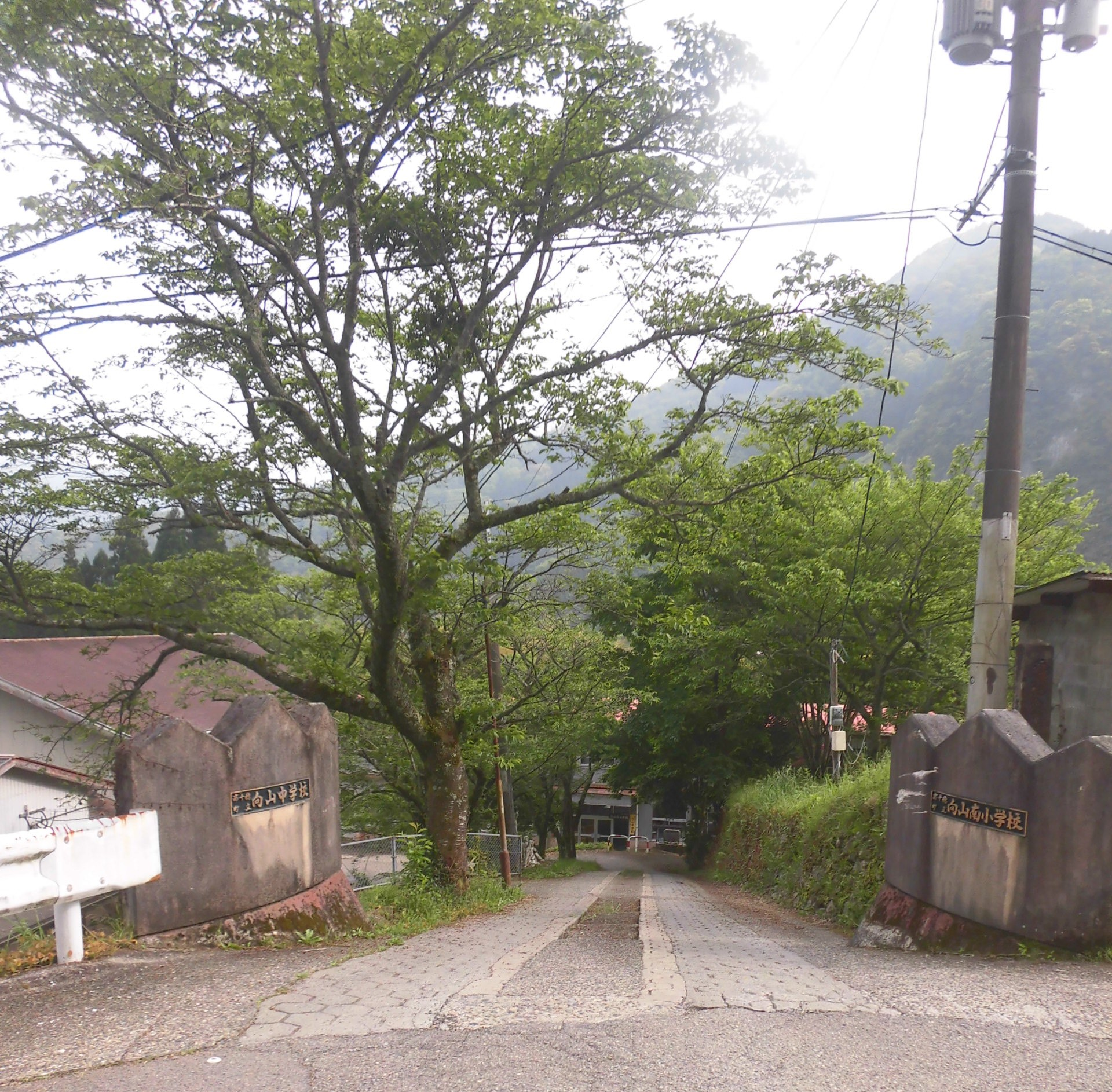
正門
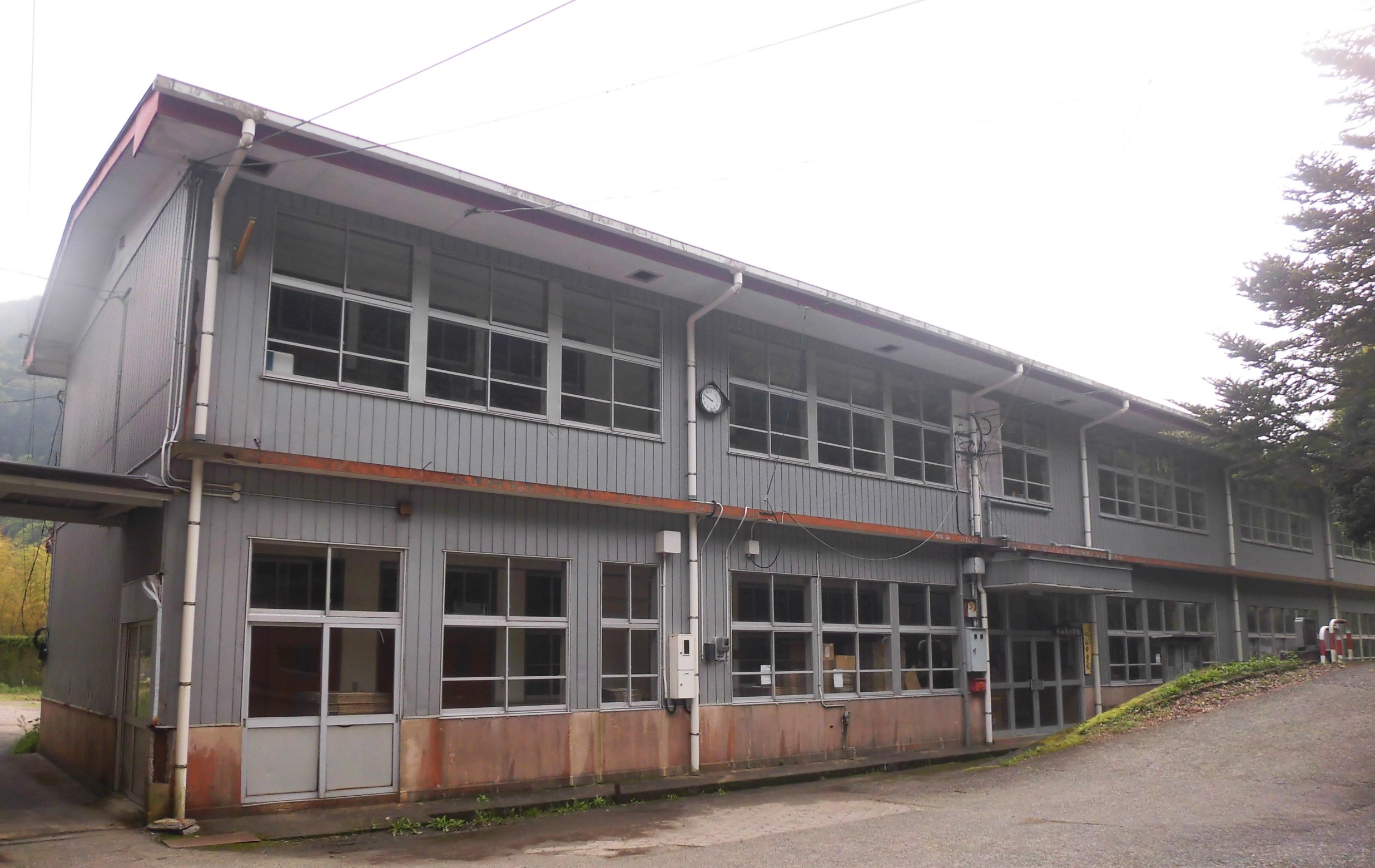
校舎
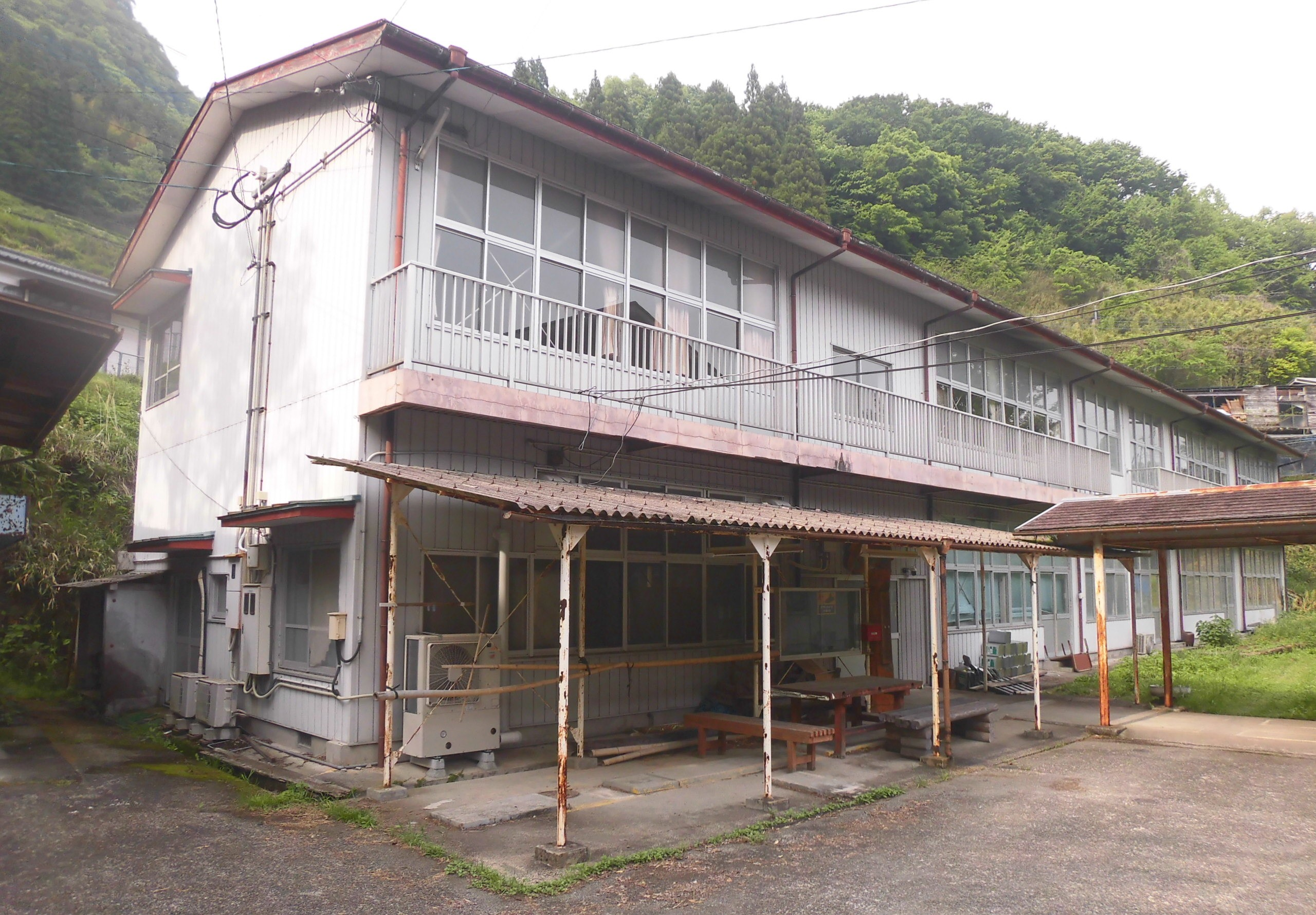
校舎
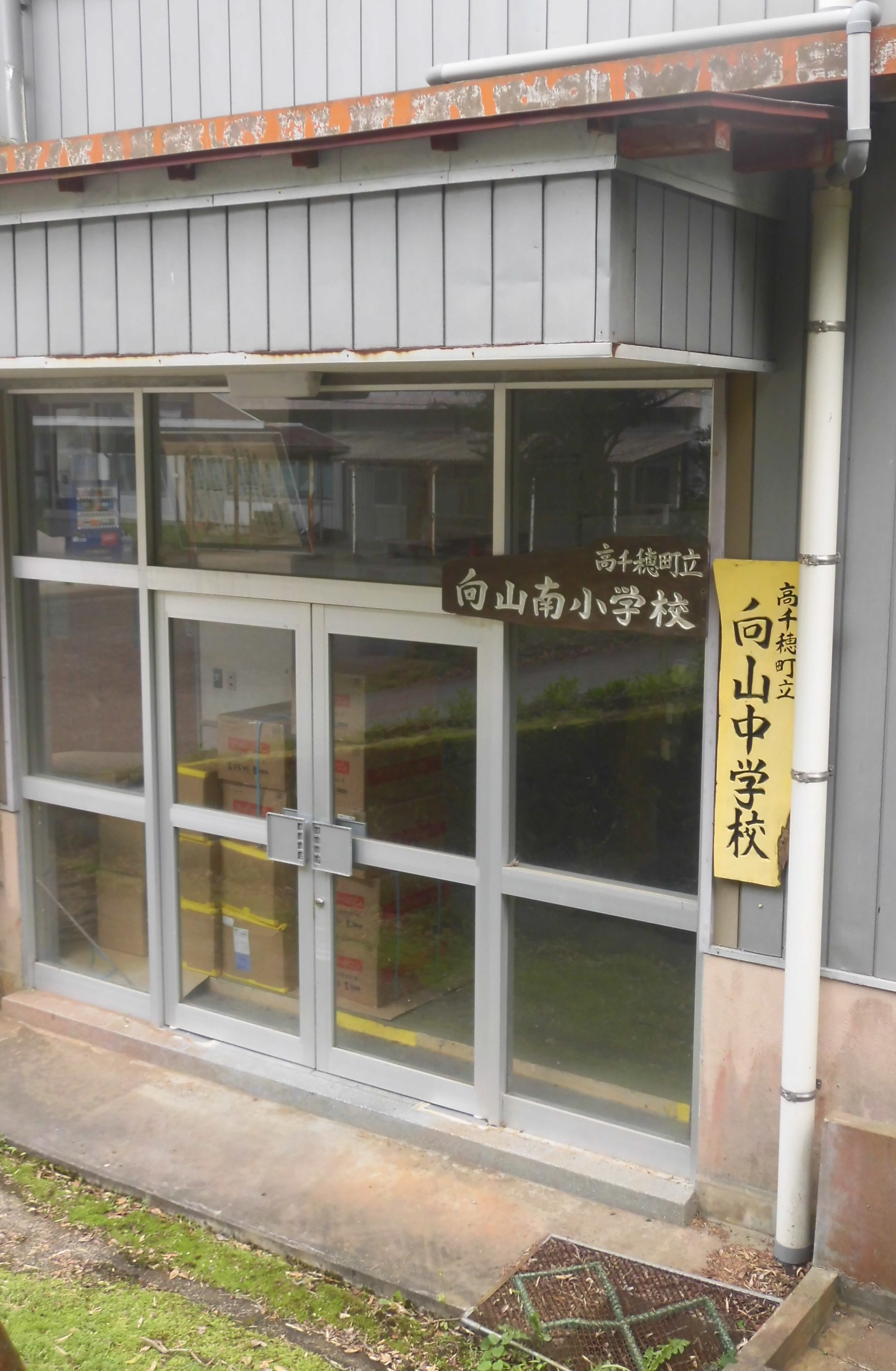
玄関
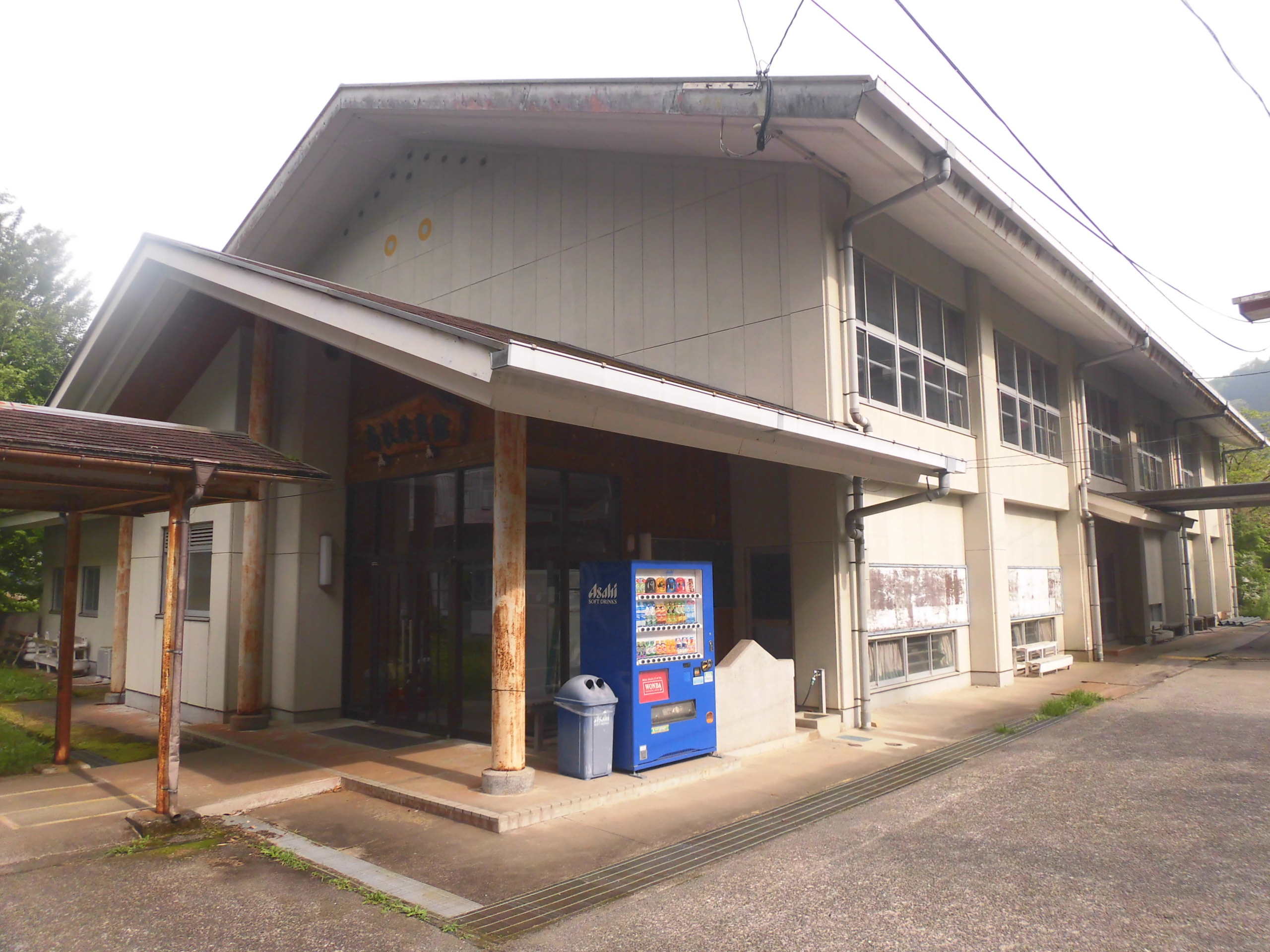
体育館

## 交通
最寄りのバス停留所
- 高千穂町ふれあいバス 秋元線 「向山南小学校」停留所より徒歩1分。

最寄りの幹線道路
- 宮崎県道50号諸塚高千穂線

## 参考資料
- 「高千穂町史 本編」（高千穂町、1972年（昭和47年）3月30日発行）p.689（分校時代）
- 「退互部報 第206号（一般社団法人宮崎県教職員互助会退職互助部, 2016年（平成28年）1月5日発行） (PDF) 」